# Кевин де Бројне
Кевин де Бројне (хол. Kevin De Bruyne; 28. јун 1991) белгијски је професионални фудбалер, који игра на позицији офанзивног везног за Наполи и репрезентацију Белгије. Професионалну каријеру је почео у Генку, са којим је освојио првенство Белгије у сезони 2010/2011, а затим је прешао у Челси, где је играо епизодну улогу и послат је на позајмицу у Вердер.
Године 2014. прешао је у Волфсбург за 18 000 000 евра, а након две сезоне је прешао у Манчестер Сити за 65 000 000 евра, што је рекорд Волфсбурга.

## Клупска каријера

### Почетак каријере
Де Бројне је каријеру почео у локалном клубу Дронгену, а након две године је прешао у Гент. У Генту се није задржао много и прешао је у Генк. Брзо је напредовао и након три сезоне у омладинцима, 2008. је почео наступати за први тим.

### Генк
За Генк је дебитовао 9. маја 2009. у мечу против Шарлоа, који је Генк добио 3:0. Први гол за Генк постигао је 7. фебруара 2010. у победи против Стандард Лијежа од 1:0. У сезони је одиграо 16 мечева и постигао је пет голова, а Генк је освојио трећу титулу шампиона Белгије.
Дана 29. септембра 2011. постигао је свој први хет-трик, у победи над Клуб Брижом од 5:4. Сезону је завршио са осам постигнутих голова.

### Челси
Дана 31. јануара 2012. у зимском прелазном року, Де Бројне је потписао уговор на пет и по година за Челси, вредан 7 милиона, али је остао у Генку до краја сезоне.
Дана 18. јула 2012. дебитовао је за Челси у пријатељском мечу тима из америчке МЛС лиге, Сијетл Соундерса, у победи од 4:2. Де Бројне је играо и прво полувреме пријатељског меча против Пари Сен Жермена.

#### Позајмица у Вердер Бремен
Дана 2. августа 2012. Де Бројне је прешао у Вердер Бремен на једногодишњу позајмицу. Први гол је постигао 15. септембра у победи 3:2 против Хановера. Са добром формом је наставио и у наредној утакмици, постигао је гол у ремију 2:2 против Штутгарта. Наредни гол постигао је 18. новембра, Вердер је 10 играча преокренуо и савладао Фортуну Диселдорф 2:1, Де Бројне је постигао победоносни гол.
Након поста од два месеца, постигао је једини гол у поразу од Бајерна 6:1, 4. маја 2013. Гол је постигао и против Хофенхајма и сезону у Вердеру је завршио са 10 постигнутих голова.

#### Повратак у Челси
Након добре сезоне у Вердеру, за Де Бројнеа су били заинтересовани Борусија Дортмунд и Бајер Леверкузен, али је тренер Челсија Жозе Мурињо, изјавио да је Де Бројне играч за будућност Челсија и враћен је у тим 1. јула 2013.
Први гол у дресу Челсија постигао је у пријатељском мечу против екипе Малезије, приликом поготка је повредио колено, али се опоравио на време и дебитовао је у првом колу премијер лиге, против Хал ситија и асистирао је код првог гола у победи Челсија 2:0.

### Волфсбург
Дана 18. јануара 2014. Де Бројне је прешао у Волфсбург за 18 милиона, дебитовао је 25. јануара 2014. у поразу од Хановера 3:1. 12. априла уписао је две асистенције против Нирнберга, а први гол у дресу Волфсбурга постигао је наредне недеље, у победи против Хамбурга. По гол је постигао и у задње две утакмице у сезони, у победама против Штутгарта и Борусије Менхеглабах.
У сезони 2014/15 први гол је постигао 2. октобра 2014. у ремију 1:1 против Лила у лиги европе. У трећем колу лиге европе, 23. октобра, Де Бројне је постигао два гола у победи 4:2 против Краснодара.
Дана 30. јануара 2015. Волфсбург је победио Бајерн 4:1 и тако им нанео први пораз у Бундес лиги од априла 2014. Де Бројне је постигао два гола. 1. марта 2015. уписао је три асистенције у победи 5:3 над Вердером. 12. марта 2015. у првом дуелу нокаут фазе Лиге Европе, против Интера, Де Бројне је постигао два гола у победи од 3:1.
Сезону је завршио са 10 голова и 21 асистенцијом у Бундеслиги, што је рекорд лиге. У свим такмичењима постигао је 16 голова и уписао је 27 асистенција. Проглашен је за фудбалера године у Немачкој.
Сезону 2015/16 почео је освајањем суперкупа Немачке, против Бајерн Минхена. Де Бројне је асистирао Никласу Бентнеру за изједначујући погодак у 89 минуту, а затим је постигао победоносни гол у пенал серији. У првом колу купа Немачке постигао је гол и уписао две асистенције у победи 4:1 против Штутгарт кикерса.
У августу, Де Бројне је изјавио да неће инсистирати од челника Волфсбурга да га продају, али је признао да не може да игнорише интересовање Манчестер ситија.
Манчестер сити је 10. августа понудио 47 милиона за Де Бројнеа, а 27. августа повећали су понуду на 58 милиона.

### Манчестер сити
Дана 30. августа 2015. Де Бројне је потписао шестогодишњи уговор са Манчестер ситијем. Трансфер је износио 55 милиона и био је други највећи трансфер у историји британског фудбала, након преласка Анхела ди Марије у Манчестер јунајтед 2014.
За Манчестер сити је дебитовао 12. септембра против Кристал Паласа, ушао је у игру у 25 минуту уместо Серхија Агвера. Први гол за Сити постигао је 19. септембра, против Вест хема, у поразу од 2:1. Добру форму је наставио голом у лига купу против Сандерленда, а постигао је једини гол за Манчестер сити у поразу од Тотенхема 4:1.
Дана 2. октобра, Де Бројне се нашао на ширем списку кандидата за Златну лопту, а нашао се и на скраћеном списку од 23 фудбалера.
Дана 21. октобра, Де Бројне је постигао изједначујући гол против Севиље у надокнади времена. 28. новембра постигао је гол против Саутемптона, а са головима је наставио у лига купу против Хала 1. децембра и у премијер лиги, против Сандерленда 26. децембра, Поред гола уписао је и две асистенције у победи од 4:1.
Дана 27. јануара 2016. постигао је гол у осмини финала лига купа против Евертона. 6. априла постигао је први гол против Пари Сен Жермена, у ремију 2:2 на Парку принчева, у оквиру четвртфинала лиге шампиона. 12. априла, Де Бројне је постигао победоносни гол против Пари Сен Жермена, за пласман Манчестер ситија у полуфинале лиге шампиона први пут у историји.
Наредни гол постигао је 8. маја у ремију 2:2 против Арсенала.

## Репрезентативна каријера
Де Бројне је наступао за репрезентацију Белгије до 18, 19 и 21 године, а за сениорски тим дебитовао је 11. августа 2010. у пријатељском мечу против Финске. Белгија је поражена 1:0.
Де Бројне је био стандардан у квалификацијама за светско првенство 2014, постигао је четири гола, један од њих против Србије 12, октобра 2012. Белгија се пласирала на прво велико такмичење у задњих 12 година.
Дана 13. маја 2014. Де Бројне је позван у репрезентацију за светско првенство 2014. У првом мечу на првенству, против Алжира, асистирао је Фелаинију код изједначујућег гола и проглашен је за играча утакмице. У осмини финала, Белгија је играла против САД, у регуралном делу је било 0:0, а у трећем минуту продужетака, Де Бројне је постигао водећи гол, Белгија је победила 2:1.
Године 2016, наступао је на европском првенству.

## Трофеји

### Генк
- Првенство Белгије (1) : 2010/11.[1]
- Куп Белгије (1) : 2008/09.[1]
- Суперкуп Белгије (1) : 2011.[1]

### Волфсбург
- Куп Немачке (1) : 2014/15.[1]
- Суперкуп Немачке (1) : 2015.[2]

### Манчестер Сити
- Премијер лига (6) : 2017/18, 2018/19, 2020/21, 2021/22, 2022/23, 2023/24.[3]
- ФА куп (2) : 2018/19,[4] 2022/23.
- Лига куп Енглеске (5) : 2015/16,[5]  2017/18,[6]  2018/19,[7]  2019/20,[8] 2020/21.
- ФА Комјунити шилд (2) : 2019,[9] 2024.[10]
- УЕФА Лига шампиона (1) : 2022/23.